# Разоареле (Констанца)
Разоареле (рум. Răzoarele) насеље је у Румунији у округу Констанца у општини Олтина. Oпштина се налази на надморској висини од 103 m.

## Становништво
Према подацима из 2002. године у насељу је живело 701 становника, од којих су сви румунске националности.